# Британський мандат у Месопотамії
Месопотамія — мандатна територія класу «A», створена відповідно до статті 22 Версальського договору після розділу Османської імперії згідно з Севрським мирним договором 10 серпня 1920. Відповідно до рішення конференції в Сан-Ремо 25 квітня 1920 управління цією територією було довірено Великій Британії. У 1921 британці створили на підконтрольній території Королівство Ірак. У 1932 Ірак став суверенною незалежною державою і був прийнятий у Лігу Націй.

## Передісторія
На момент закінчення Першої світової війни територія Іраку входила до складу Османської імперії, і в адміністративному плані складалася з трьох вілайєтів — Мосульського, Багдадського і Басорського. У ході війни британці зайняли Басорський і Багдадський вілайєти, а 8 листопада 1918 року, порушивши умови підписаного 30 жовтня Мудроського перемир'я з Османською імперією, зайняли і Мосульський вілайєт, приєднавши його, фактично, до Іраку.
На окупованих територіях замість османської створювалася нова адміністрація: країна була розділена на округи на чолі з «політичними офіцерами», що підкорялись головнокомандувачу британськими військами в Месопотамії. Старі османські закони були замінені на нові цивільний і кримінальний кодекси, скопійовані з британо-індійського законодавства. Платіжним засобом стала індійська рупія. Армія і поліція комплектувалися з індійців.
Руйнівні військові дії привели в непридатність багато зрошувальних систем, що спричинило за собою скорочення посівних площ (в деяких місцях — до 50%). Різко впав збір сільськогосподарської продукції, зруйнувалися традиційні торгово-економічні зв'язки, до кінця війни багато районів країни збезлюділи.
Окупувавши Месопотамію, британці вилучали у місцевого населення продовольство і фураж, близько 90 тисяч чоловік було мобілізовано до «трудових корпусів», податки в британській зоні окупації зросли приблизно в 2,5 рази. У результаті антиосманські настрої дедалі частіше замінялися на антибританські.
Склалася складна ситуація, що змусила британців залучити до управління частину іракської феодальної та релігійної верхівки, лояльної до окупаційної адміністрації. У 1916 році були видані «Положення про племінні, цивільні і кримінальні конфлікти», які надали родоплемінній еліті необмежену судову владу. У 1919 році був проведений кадастр, що узаконив експропріацію громадських земель шейхами, торговцями, лихварями та бюрократією.
Політика британської окупаційної влади породила масовий стихійний рух, до якого поступово приєдналися представники інтелігенції, духовенства, середніх і дрібних феодалів. Навесні 1918 вони очолили повстання мешканців міст Середнього Євфрату. У червні 1919 року група іракських офіцерів направила до Лондона меморандум, вимагаючи негайного створення національного уряду в Іраку.
Столична інтелігенція, торговці, власники підприємств, частина богословів і родоплемінної знаті району Середнього Євфрату об'єдналися в організацію «Страж незалежності» («Харасі аль-Істікляль»). Вони виступали за надання Іраку повної незалежності. Лідери організації Джафар Абу ат-Тімман, Мухаммед ас-Садр, Юсуф ас-сувейді тощо спочатку бачили шлях до цього в переговорах з британцями, але, переконавшись у безперспективності обраного курсу, перейшли до збройної боротьби проти британської окупації.
Товариство «Аль-Ахд» («Аль-Ахд аль-Іракі»), очолюване  Нурі аль-Саїдом, Джафаром аль-Аскарі та Джамілем аль-Мідафаї  висувало ідею встановлення в Іраку монархічного режиму під протекторатом Великої Британії.

### Курдське питання
Щоб включити Мосульський вілайєт до складу Іраку, британці намагалися залучити на свій бік вождів курдських племен. У листопаді 1918 року вони зробили правителем провінції Сулейманія члена впливової релігійної сім'ї Махмуда Барзанджі. Однак незабаром шейх Махмуд зрозумів, що «самоврядування курдів» — це фікція, а насправді всім правлять британські офіцери. Навесні 1919 він підняв повстання проти британської окупаційної влади. Повстанці зайняли Сулейманію, заарештували британську адміністрацію і проголосили незалежність Південного Курдистану. Спрямовані владою війська відбили Сулейманію і заарештували Махмуда Барзанджі.

## Перший рік
Рішення Конференції в Сан-Ремо про передачу Месопотамії під управління Великої Британії викликало в Іраку вибух обурення. У травні і червні 1920 року в Багдаді та інших містах і районах країни проходили мітинги і демонстрації, які переросли в липні у загальне антибританське повстання, в якому взяло участь понад 130 тисяч осіб. Тут вперше за всю історію Іраку відбулась взаємодія сунітів і шиїтів. Британські війська були витіснені практично з усієї території Іраку; під їх контролем залишилися тільки міста Багдад , Басра і Мосул. Але британський уряд збільшив чисельність армії в Іраку до 150 тисяч чоловік і до середини листопада 1920 розгромив основні сили повстанців.
Масштаб повстання змусив британську адміністрацію переглянути ставлення до використання авіаційних та артилерійських боєприпасів з отруйними речовинами подразнювальної дії (сльозогінним газом): в червні 1920 року Вінстон Черчіль (на той час Державний секретар з питань війни) надав дозвіл використання наявних в регіоні хімічних боєприпасів зі сльозогінним газом. Проте, оскільки найближчі запаси знаходились в Єгипті, коли їх доправили до місця подій, повстання вже було придушене. Тому до застосування хімічних боєприпасів справа не дійшла.
1 жовтня 1920 цивільну адміністрацію на території Месопотамії очолили верховний комісар сер Персі Кокс і його заступник полковник Арнольд Вільсон. Сер Кокс був досвідченим колоніальним чиновником. Він вступив в переговори з представниками організації «Іракський заповіт» і досяг з ними угоди про створення тимчасового національного уряду. Сформований у жовтні 1920 року уряд повністю підтримав британську політику в Іраку і надав йому допомогу в «умиротворенні країни».
Повстання 1920 року змусили британську адміністрацію змінити пряме управління на непряме, і шукати таку форму державного устрою Іраку, яка надала б колоніальному по суті британську мандатному режиму видимість двостороннього співробітництва. У жовтні 1920 року під контролем британського верховного комісара в Іраку був створений тимчасовий орган управління — Державна рада. На чолі ради був поставлений Абд ар-Рахман аль-Гайлані. З компетенції ради були вилучені всі зовнішньополітичні та військові питання, за винятком комплектування армії.
У січні 1921 року почалось формування частин національної армії Іраку, значну частину яких склали ассирійці: їм, як і курдам, була обіцяна автономія у рамках іракської держави. На початку 1921 року британська влада скасувала смертні вироки всім учасникам повстання 1920 року і оголосила загальну амністію.

## Утворення іракського королівства
У березні 1921 року на Каїрській конференції британських верховних комісарів на Близькому Сході було вирішено проголосити Ірак підмандатним королівством. 11 липня 1921 Державна рада проголосила королем Іраку сина шерифа Мекки Хусейна — еміра Фейсала.
Прихід до влади чужого короля не приніс заспокоєння країні. Мандат не влаштовував і самих британців, так як передбачав «відкритість» Іраку для інших держав, що обмежувало привілеї Великої Британії в торговельно-економічній галузі. У цих умовах британці були вкрай зацікавлені в оформленні своїх відносин з Іраком двостороннім договором. Текст такого договору був складений верховним комісаром сером Персі Коксом. Його головною метою було прикриття мандатного режиму видимістю «союзних» відносин: хоча в тексті договору не було слова «мандат», в ньому були повністю повторені всі його умови, Ірак залишався під повним британським контролем у питаннях оборони, зовнішньої і внутрішньої політики. 10 жовтня 1922 договір був підписаний главою тимчасового уряду Абд ар-Рахманом аль-Гайлані. Протести проти цієї акції уряду набули такий широкий розмах, що вже 23 жовтня аль-Гайлані був змушений піти у відставку.
На початку 1924 року з великими труднощами, в обстановці широкого бойкоту були проведені вибори до Установчих зборів. 10 червня 1924 на екстрено скликаному засіданні, де були присутні 69 депутатів із 100, британо-іракський «союзний» договір був ратифікований 36 голосами з двома поправками. Уряд мав негайно розпочати переговори про перегляд умов договору, укладеного на чотири роки (початку передбачалось, що він буде діяти 20 років); договір автоматично втрачав силу в тому випадку, якщо до складу держави не буде включений Мосульський вілайєт. Слідом за договором Установчі збори затвердили конституцію, юридично закріпивши виняткові права Великої Британії в Іраку і привілеї феодально-монархічної еліти.

## Завершення будівництва іракської держави
У 1923–1926 роках між Великою Британією і Турецькою республікою йшла гостра дипломатична і політична боротьба через Мосул. 5 червня 1926 був підписаний британо-турецький договір, відповідно до якого Мосульський вілайєт був залишений за Іраком.
Франція і США претендували на участь у видобутку мосульської нафти. У 1926 році Великій Британії вдалося врегулювати конфлікт, виділивши цим країнам відповідні частки акцій у компанії «Теркіш Петролеум».
Іранські націоналісти з великим задоволенням зустріли приєднання Мосула до Іраку. Британці легко змогли отримати згоду іракського уряду на продовження договору 1922 року. Другий британо-іракський договір, що повторив всі статті попереднього, був підписаний 13 січня 1926 строком на 25 років.

## Завершення мандата
У вересні 1929 року Велика Британія заявила про свою готовність рекомендувати Королівство Ірак для вступу в Лігу Націй. Щоб закріпити політичні та військово-стратегічні інтереси Великої Британії в Іраку, 30 червня 1930 року був підписаний британо-іракський союзний договір строком на 25 років. Він передбачав автоматичне припинення дії мандата з моменту прийняття Іраку в Лігу націй і проголошення країни суверенною незалежною державою. Також цей договір давав Великій Британії право мати в Іраку військово-повітряні бази, вводити свої війська у разі загрози війни, користуватися всіма необхідними засобами для пересування військ. Ірак був зобов'язаний приймати на службу тільки британських військових та цивільних радників і технічний персонал.
3 жовтня 1932 Ірак став членом Ліги Націй, що припинило дію британського мандата в Месопотамії.